# Gustaf Adolf Boltenstern senior
Gustaf Adolf Boltenstern senior (* 1. April 1861 in Helsingborg; † 9. Oktober 1935 in Stockholm) war ein schwedischer Dressurreiter und Offizier. Er war der Vater des zweifachen Olympiasiegers Gustaf Adolf Boltenstern junior.
Boltenstern gewann bei den Olympischen Sommerspielen 1912 in Stockholm mit seinem Pferd Neptun hinter Carl Bonde und vor Hans von Blixen-Finecke die Silbermedaille im Dressurreiten. Acht Jahre später nahm er in Antwerpen mit dem Pferd Iron teil, wurde aber disqualifiziert.